# Gleina
Gleina är en kommun och ort i Burgenlandkreis i förbundslandet Sachsen-Anhalt i Tyskland.
De tidigare kommunerna Baumersroda och Ebersroda uppgick i Gleina den 1 juli 2009.
Kommunen ingår i förvaltningsgemenskapen Unstruttal tillsammans med kommunerna Balgstädt, Freyburg (Unstrut), Goseck, Karsdorf, Laucha an der Unstrut och Nebra (Unstrut).